# Виг, Эржебет
Эржебет Виг (в замужестве — Кребс; венг. Vígh (Krebs) Erzsébet; род. 27 февраля 1935, Тимишоара) — венгерская легкоатлетка, выступавшая в метании копья. Участница летних Олимпийских игр 1956 года.

## Биография
Эржебет Виг родилась 27 февраля 1935 года в румынском городе Тимишоара.
Выступала в легкоатлетических соревнованиях за МТК из Будапешта.
В 1956 году вошла в состав сборной Венгрии на летних Олимпийских играх в Мельбурне. В метании копья заняла 7-е место, показав в финале результат 48,07 метра и уступив 5,79 метра завоевавшей золото Инесе Яунземе из СССР.

## Личный рекорд
- Метание копья — 52,69 (1956)[1]

## Семья
Муж — Шандор Кребс (1926—2007), венгерский спортивный стрелок. Участник летних Олимпийских игр 1956 и 1960 годов, серебряный и бронзовый призёр чемпионата мира 1958 года.